# 제트타임
제트타임(영어: Jet Time)은 덴마크의 전세 항공사로 코펜하겐 공항, 빌룬 공항이 허브 공항으로 2006년에 설립 했으며 본사는 덴마크 코펜하겐에 위치해 있다.

## 보유 기종
- 2012년 8월 기준으로 제트타임은 다음과 같은 기종을 보유하고 있으며 평균 기령은 18.7년이다.